# Nephrotoma fuscoflava
Nephrotoma fuscoflava är en tvåvingeart som först beskrevs av Enrico Adelelmo Brunetti 1918.  Nephrotoma fuscoflava ingår i släktet Nephrotoma och familjen storharkrankar. Inga underarter finns listade i Catalogue of Life.